# Траншейный стенд
Траншейный стенд, также англицизм трап (от trap) — площадка для проведения соревнований по стендовой стрельбе. Траншейный стенд отличается от круглого тем, что стрелковые номера располагаются по прямой линии. Соревнования на траншейном стенде входят в программу Олимпийских игр с 1900 года.

## Техника стрельбы на траншейном стенде
Любая техника начинается с умения контролировать мышечное напряжения. Техника на траншейном стенде состоит из стойки, вкладки и движения.
Стойка начинается с расположения ног на ширине 20–25 см друг от друга, носок правой ноги развернут в правую сторону под 45°, туловище немного согнуто в поясничном отделе, спина мягкая дугообразная. Вес тела и ружья смещен к центру тяжести, который находится между носками ног.
На этом этапе обучения важно научить:
1. Работать на оптимально расслабленных мышцах.
2. Уметь держать центр тяжести при вращении вокруг него.

Вкладка включает:
- расположение приклада в правое плечо (если стрелок правша), в районе ключичной ямочки, амортизаторная резинка полностью соприкасается с телом;
- размещение левой руки на середине цевья; правая находится на пистолете приклада так, чтобы средняя часть первой фаланги указательного пальца соприкасалась с нижней частью спуского крючка;
- размещение головы на прикладе вертикальное, естественное, без напряжения мышц шеи, щека плотно прижата к прикладу.

Правый глаз должен видеть всю планку и мушку. Оба глаза открыты.
На этом этапе обучения важно:
1. Объяснить, что ружье удерживается только руками и щекой.
2. Научить контролировать постоянное нахождение взора на планке и мушке.
3. Создать единое целое стрелок-ружье.
4. Определить ведущий глаз и объяснить методику тренировки ведущего глаза.

Движение: существует зона вылета и зона поражения мишени, в зоне вылета происходит выпуск мишени, мягкое уверенное начальное движение, которое ускоряется в зоне поражения, выстрел происходит при прохождении мишени. Техника считается совершенной, если выстрелы происходят в одинаковом временном промежутке и первый выстрел осуществляется в районе 25–28 метров.
В стендовой стрельбе на траншейном стенде различают 5 движений:
1. вертикальное (прямая мишень), выполняется в результате разгибания в поясничном отделе, для чего нам и нужен наклон в стойке;
2–3. движение в левую и правую сторону под углом 30° (низкие левые и правые мишени), выполняется исключительно на ногах с поворотом всего корпуса;
4. движение в левую сторону под углом 45°, выполняется с правой ноги и при одновременном разгибании правых косых мышц спины;
5. движение в правую сторону под углом 45°, выполняется с левой ноги и при одновременном разгибании левых косых мышц спины.
На этом этапе обучения важно:
- Четко представлять и уметь делать все 5 движений.
- Научиться выполнять движение с ускорением.
- Научиться контролировать выпуск мишени.

Все отдельные элементы техники осваиваются в результате работы с ружьем вхолостую.